# ライマー・チーマン反応
ライマー・チーマン反応（ライマー・チーマンはんのう、英語: Reimer–Tiemann Reaction）は、フェノールに、クロロホルムと水酸化物イオンを作用させて、オルト位にホルミル基を導入する化学反応である。芳香族アルデヒドの合成法の一種である。
上図のように、フェノールからは、サリチルアルデヒドが得られる。一般に収率はそれほど高くはない。
反応機構は以下のように考えられている。下図を参照のこと。
1. クロロホルム 1 に塩基が作用して、ジクロロカルベン 3 が発生する。
2. フェノールから発生したフェノキシドアニオン 5 に対してジクロロカルベンが求電子剤として反応し、ケトン 6 となる。これは容易に芳香族化し、フェノキシド 7 となる。
3. ジクロロメチル基が加水分解を受け、生成物のアルデヒド 9 となる。

パラ位にメチル基を持つ p-クレゾールを基質とすると、通常のアルデヒドに加え、副生物として 4-メチルフェノキシドアニオン の 4位にジクロロカルベンが付加した、4-ジクロロメチル-4-メチルシクロヘキサ-2,5-ジエノン （下図、右端）が生じる。このことはまた、本反応においてジクロロカルベンが活性種であることの証拠となった。
ライマー・チーマン反応は、1876年に K.ライマーと F.チーマンにより報告された、歴史の古い反応である。
この反応の報告には、ほぼ同姓同名で親戚でもあるKarl Ludwig Reimerとカール・ルートヴィッヒ・ライマー（Carl Ludwig Reimer）が関わっている。1845年生まれの K.L.Reimer が Tiemannと共にこの反応を詳細に研究し、彼が研究室を辞めた後に加わった1856年生まれの C.L.Reimer がこの仕事を仕上げた。従ってこの反応は本来なら Reimer-Reimer-Tiemann 反応と呼ぶのが正しいかもしれない。

## Ciamician–Dennstedt 転位
ピロールやインドール環に対してハロホルムと強塩基を作用させると、ジハロカルベンの作用により環拡大が起こり 3-ハロピリジンや 3-ハロキノリンが得られる。この反応は最初の報告者の G. L. Ciamician と重要な展開を行った M. Dennstedt にちなんで Ciamician–Dennstedt 転位と呼ばれる。